# フセイン・ビン・アブドゥッラー
アル＝フセイン・ビン・アブドゥッラー（アラビア語: الحسين بن عبد الله, ラテン文字転写: Al-Ḥusayn ibn ʿAbd Allāh; 1994年6月28日生）はヨルダン国王アブドゥッラー2世およびラーニア王妃の長男であり、同国の王太子。彼は1921年以降ヨルダン王室となっているハーシム家の一員であり、イスラム教の預言者ムハンマドから数えて42代目の子孫となる。
ヨルダン軍の大尉を務め、ヨルダン国内での勉学の後、2016年にジョージタウン大学で国際史の学位を取得している。2012年の成人後はしばしば摂政として父王の国内外訪問に同行している。
フセイン率いる王太子財団は工科大学の運営や科学・人道活動に取り組んでいる。2015年、20歳にして国際連合安全保障理事会の議長を史上最年少で務めた。2017年にサンドハースト王立陸軍士官学校を卒業後、同年9月の国際連合総会演説で国際舞台へのデビューを果たした。

## 出生と教育
フセインは1994年6月28日、アンマンのフセイン国王病院でアブドゥッラー王太子（当時）およびラーニア妃の間に生まれた。1993年1月、アブドゥッラーは妹アーイシャ・ビント・フセイン主催の晩餐会でApple社の広報業務担当であったラーニアと出会い、半年後に結婚した。フセインの名は祖父フセイン1世に因む。フセインはムハンマドの娘ファーティマと第4代カリフ・アリーの直系子孫である。ハーシム家は1925年に第二次ヒジャーズ・ナジュド戦争でサウード家に敗れるまで700年以上にわたりマッカを支配し続け、1921年以降ヨルダンを支配している。ハーシム家はイスラム世界現存最古の王朝であり、世界中でも日本の皇室に次ぐ長さとなっている。彼の父方の祖母はイスラームに改宗したイングランド人であり、母はパレスチナ系である。
フセインはアブドゥッラー国王とラーニア王妃の長男である。彼の父方の祖父母はフセイン国王と彼の2番目の妻で、イングランド出身のムナー妃である。彼には3人のきょうだいがいる。イーマーン王女、サルマー王女およびハーシム王子である。彼は初等教育をレバノン・ショイファット国際学校およびアンマン国際学院で受けた。王立学院高等学校を卒業後、2016年にジョージタウン大学で国際史の学士号を取得し、2017年にサンドハースト王立陸軍士官学校を卒業した。彼はヨルダン軍の大尉を務める。

## 法定推定相続人

ヨルダン王太子旗

アブドゥッラーはフセイン国王の長男でありながら当初王位継承者とは見なされていなかった。フセイン国王は自らの弟でアブドゥッラーの叔父ハサン・ビン・タラールを1965年に王太子に指名していた。崩御の直前、1999年2月7日にハサンの代わりにアブドゥッラーを後継者に指名した。アブドゥッラーは即位後、異母弟のハムザ王子を王太子に指名した。
2004年11月28日、アブドゥッラー国王はハムザから王太子の称号を剥奪した。王太子の称号は空位となったが、ヨルダン憲法は男の長子相続を定めており、勅令なき限りは君主の長男が自動的に王位継承順位で首位となる。それゆえフセインは叔父の称号剥奪によって法定推定相続人となっており、国王による王太子号の授与があるだろうとの分析が主流となっていた。最終的に2009年7月2日、勅令によって王太子へと指名された。

## 公務

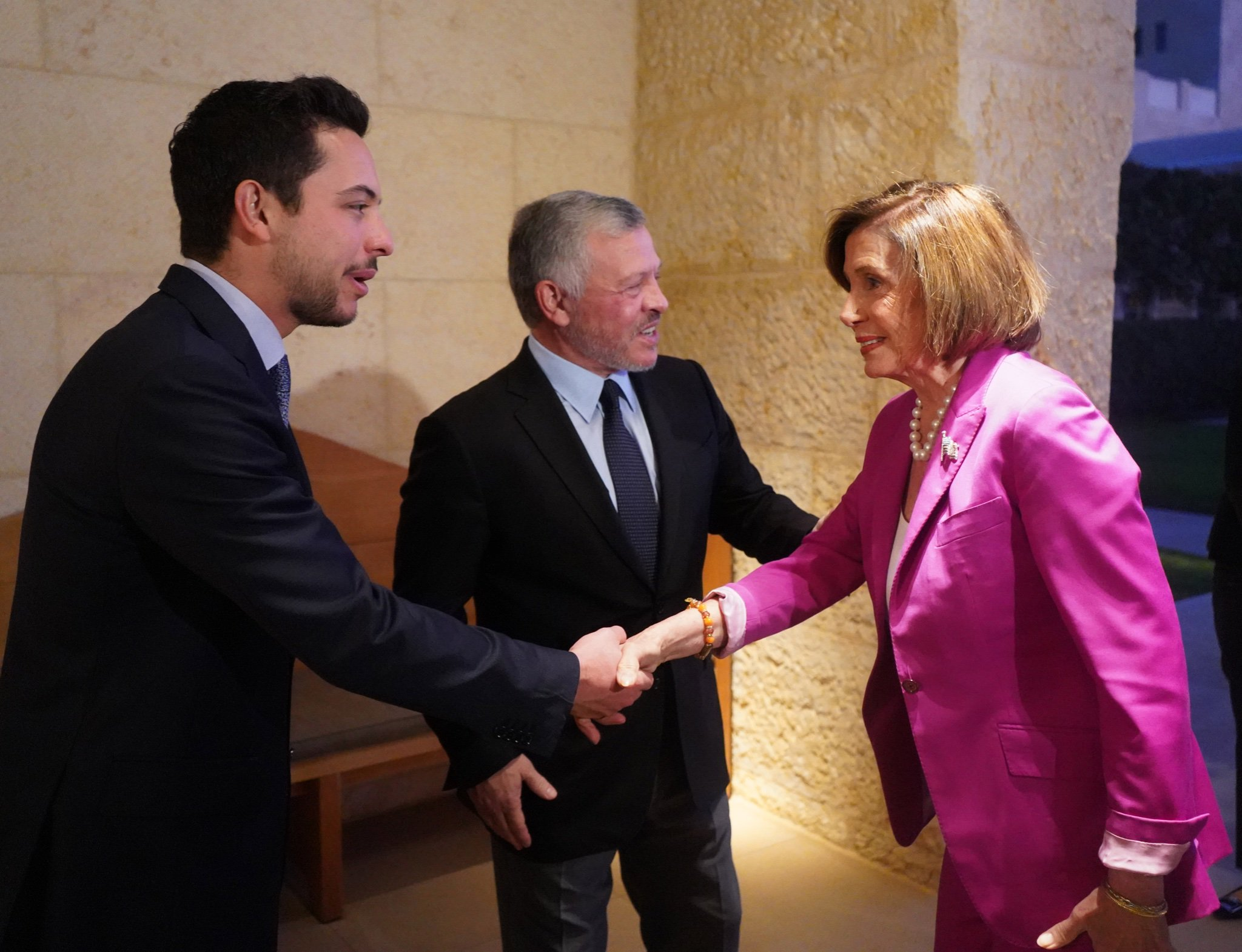
アンマンでナンシー・ペロシ下院議員と会談する国王親子、2019年10月。

国王とは異なり、憲法下で王太子の役割は儀礼的なものに限定されており、政治的な役割は定められていない。フセインは2010年、アラブ反乱記念日および軍隊の日の祝典で父の代理として初の公務を果たした。
フセインは公務および軍事作戦の両方で父に同行し、国王不在時には摂政を務めている。フセイン率いる王太子財団は工科大学の運営や科学・人道活動に取り組んでいる。同財団は若者のボランティア活動を促すハキク活動、NASAへのインターンプログラム、宇宙技術革新を促すMASAR活動、国内の聴覚障害者に人工内耳を提供する Hearing Without Borders 活動を主宰している。NASAのインターンプログラムではヨルダン発の人工衛星となるCubeSat・JY1が制作され、2018年にカリフォルニア州から発射された。人工衛星の名称はフセイン前国王がアマチュア無線で用いていたコールサインに因んでいる。
2013年、フセインはヨルダン軍特殊部隊のエリート第71特別連隊の隊員とともに訓練に参加した。2014年7月14日、フセインはアンマンのフセイン国王病院を訪れ、ガザ地区から逃れたパレスチナ人患者を見舞った。
2015年4月23日、当時20歳だったフセイン王子は史上最年少で国際連合安全保障理事会を主催した。会議中、フセイン王子は若者を過激派組織に参加させないための方法についての討論で司会を務めた。当時の国際連合事務総長であった潘基文はフセイン王子を「未だ21歳に満たないが、既に21世紀のリーダーである」と評した。安全保障理事会は全会一致で国際連合安全保障理事会決議2250「国際紛争と青年の保護について」を採択した。同決議案はフセイン主催の会議中にヨルダン主導で提出された。
2017年5月、フセインは死海ヨルダン海岸で行われた世界経済フォーラムの開会式で演説した。2017年9月、サンドハースト卒業後、彼は国連総会で演説した。観測筋は、王太子がヨルダン国内外においてより重要な役割を果たすようになるだろうと推測している。

## 私生活
2024年1月時点で王太子のInstagramアカウントは510万人にフォローされている。彼は読書、サッカー、料理、ツーリングやギター演奏といった趣味の写真を投稿している。彼はまた空いた時間でチェスを楽しんでいる。

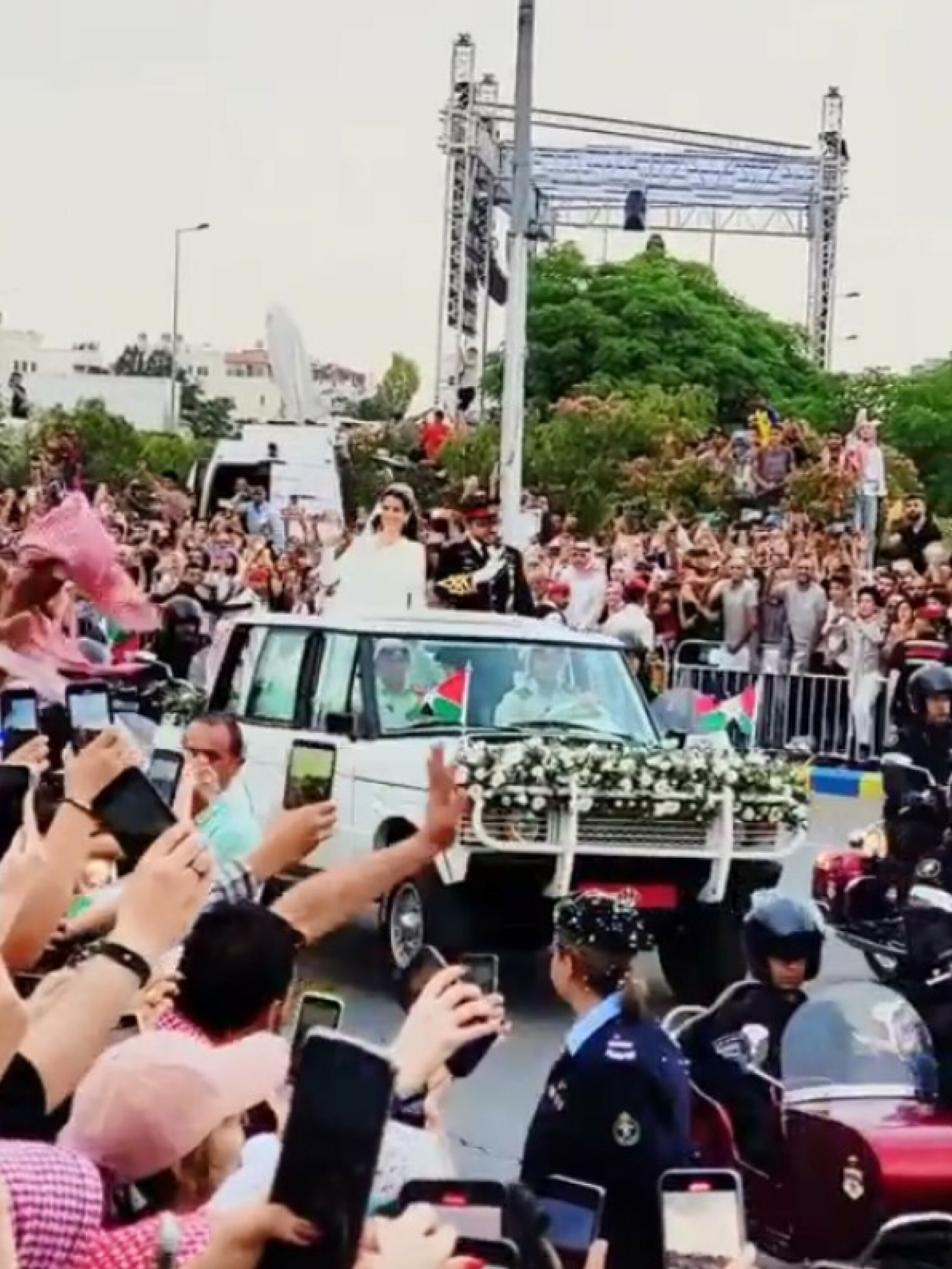
結婚式後の王太子夫妻（アンマン、2023年6月1日）

2022年8月17日、ハーシム家宮廷はフセイン王太子とサウジアラビア人ラジュワ・アル＝サイフの交際を発表した。2人は共通の友人を介して知り合った。交際祝典はサウジアラビア・リヤドにあるラジュワの実家で開催された。ラジュワはハリード・アル＝サイフおよびアッザ・ビント・ナイエフ・ビン・アブドゥルアズィーズ・ビン・アフマド・アル・スダイリ（Azza bint Nayef bin Abdulaziz bin Ahmed Al Sudairi; サルマーン国王の姪）の娘である。彼女はシラキュース大学建築学部を卒業している。2人は2023年6月1日にザハラーン宮殿で結婚した。結婚式には、日本からは高円宮妃久子と承子女王が参列した。
2024年4月10日、ハーシム家宮廷は王太子夫妻の第1子が夏に誕生予定であると発表した。

## 栄典

### 国内
- ヨルダン
  -  独立勲章（英語版）大綬章
  -  建国百周年勲章メダル

### 外国
- バーレーン: ハマド国王ルネサンス勲章（英語版）第一級（2019年2月5日）[23]
- ノルウェー: 聖オーラヴ勲章大十字章（2020年3月2日）[24]
- スウェーデン: 北極星勲章（英語版）司令官大十字章（2022年11月15日）[25]